# 鬃毛蟹蛛
鬃毛蟹蛛（学名：Heriaeus setiger）为蟹蛛科毛蟹蛛属的动物。分布于古北区以及中国大陆的西藏等地，常生活于草丛。该物种的模式产地在北非。